# Niedźwiedź (powiat świecki)
Niedźwiedź – wieś w Polsce położona w województwie kujawsko-pomorskim, w powiecie świeckim, w gminie Świecie.
W latach 1975–1998 miejscowość należała administracyjnie do województwa bydgoskiego. Według Narodowego Spisu Powszechnego (III 2011 r.) liczyła 76 mieszkańców. Jest 21. co do wielkości miejscowością gminy Świecie. Zabytkowy drewniany dom z końca XVIII wieku przeniesiono do Olenderskiego Parku Etnograficznego w Wielkiej Nieszawce
W Niedźwiedziu znajduje się dwór z przełomu XIX i XXw.